# Västerlövsta landskommun
Västerlövsta landskommun var en tidigare kommun i Västmanlands län. 

## Administrativ historik
Kommunen inrättades i Västerlövsta socken i Simtuna härad i Uppland när 1862 års kommunalförordningar trädde i kraft. 
Vid kommunreformen 1952 bildade den storkommun, då de tidigare kommunerna Huddunge och Enåker gick upp i Västerlövsta.
I kommunen inrättades 22 januari 1887 Heby municipalsamhälle som sedan upplöstes 31 december 1952.
Den upplöstes år 1971, då hela området tillfördes Heby kommun.
Kommunkoden var 1917.

### Kyrklig tillhörighet
I kyrkligt hänseende tillhörde kommunen Västerlövsta församling. Den 1 januari 1952 tillkom Enåkers församling och Huddunge församling.

## Geografi
Västerlövsta landskommun omfattade den 1 januari 1952 en areal av 385,47 km², varav 375,32 km² land.

### Tätorter i kommunen 1960
| Tätort    | Folkmängd |
| --------- | --------- |
| Heby      | 2 151     |
| Runhällen | 250       |

Tätortsgraden i kommunen var den 1 november 1960 46,4 procent.

## Politik

### Mandatfördelning i valen 1938-1966
| 12 | 3 | 5 | 3 | 2 |

| 24 |

| 2 | 12 | 5 | 3 | 3 |

| 24 |

| 4 | 11 | 5 | 3 | 2 |

| 24 |

| 2 | 17 |  | 10 | 6 | 4 |

| 37 |

| 3 | 18 | 9 | 6 | 4 |

| 37 |

| 2 | 18 | 11 | 5 | 4 |

| 36 |

| 2 | 19 | 11 | 5 | 3 |

| 36 |

| 3 | 14 | 10 | 5 | 3 |

| 30 | 5 |